# The Ride - Storia di un campione
The Ride - Storia di un campione è un film indipendente del 2018 diretto da Alex Ranarivelo ed interpretato da Shane Graham, Ludacris e Sasha Alexander.

## Trama
Costretto ad accoltellare il padre violento per difendere la madre dall'ennesima aggressione, John viene rinchiuso in un carcere minorile. In seguito, alla morte della madre, il ragazzo viene adottato dai coniugi Buultjens, una coppia interraziale. Quando il padre adottivo regala al ragazzo una bicicletta appare chiaro fin da subito che il giovane ha del talento e una volta cresciuto diventerà un campione di BMX.

## Produzione

### Riprese
Diverse scene del film sono state registrate a Petaluma, California, presso la Saint Vincents High School e il Petaluma Skateboard Park.

## Distribuzione
Il film venne distribuito in Nord America nel 2020 su Prime Video.
In Italia il film è stato trasmesso direttamente in televisione il 9 agosto 2021 su Canale 5.

## Riconoscimenti
- 2018 - Boston Film Festival
  - Film Excellence Award
- 2018 - Newport Beach Film Festival
  - Audience Award al miglior film
  - Breakthrough Performance a Shane Graham
- 2018 - Joey Awards
  - Best Actor in a Principal or Supporting Role in a Feature Film 8-9 Years ad Alexander Davis
- 2019 - Young Entertainer Awards
  - Nomination Best Supporting Young Actor - Independent or Film Festival Feature Film ad Alexander Davis